# St. Ivan Rilski Col
Der St. Ivan Rilski Col (englisch; bulgarisch рид Свети Иван Рилски rid Sweti Iwan Rilski) ist ein markanter, vereister, 2,3 km langer und bis zu 1350 m hoher Gebirgskamm mit ost-westlicher Ausrichtung auf der Livingston-Insel im Archipel der Südlichen Shetlandinseln. Im Levski Ridge der Tangra Mountains verbindet er den Great Needle Peak mit dem Levski Peak. Er ist Teil der Wasserscheide zwischen den Einzugsgebieten des Huron-Gletschers im Norden und dem Kopfende des Macy-Gletschers im Süden. 
Die bulgarische Kommission für Antarktische Geographische Namen benannte ihn 2004 nach Iwan Rilski (876–946), bedeutendster Heiliger der Bulgarisch-Orthodoxen Kirche.